# Archineura maxima
Archineura maxima – gatunek ważki z rodziny świteziankowatych (Calopterygidae). Występuje endemicznie w prowincji Lạng Sơn w północnym Wietnamie. Jest krytycznie zagrożony wyginięciem.